# Mijaíl Ivanov (remero)
Mijaíl Ivanov (24 de septiembre de 1965) es un deportista soviético que compitió en remo. Ganó dos medallas de oro en el Campeonato Mundial de Remo, en los años 1986 y 1987.

## Palmarés internacional
| Campeonato Mundial | Campeonato Mundial       | Campeonato Mundial | Campeonato Mundial |
| Año                | Lugar                    | Medalla            | Prueba             |
| ------------------ | ------------------------ | ------------------ | ------------------ |
| 1986               | Nottingham (Reino Unido) | Medalla de oro     | Cuatro scull       |
| 1987               | Copenhague (Dinamarca)   | Medalla de oro     | Cuatro scull       |